# Tullio De Piscopo vol. 2
Tullio De Piscopo vol. 2 è un album di Tullio De Piscopo, pubblicato nel 1976.

## Tracce
Lato A
1. Sipario (Atto secondo) – 1:06
2. Funiculì funiculà – 4:10
3. Fiesta – 3:10
4. Afelio (Come Corea) – 7:14
5. Guainella – 1:53
6. Perielio – 2:55

Durata totale: 20:28
Lato B
1. Concerto per Napoli – 10:06
2. 'O stadio – 4:06
3. Il mondo gira ('O munno gira) – 5:56

Durata totale: 20:08

## Formazione
- Tullio De Piscopo – voce, batteria, percussioni, congas, timpani
- Giorgio Cocilovo – chitarra acustica
- Sante Palumbo – tastiera
- Stefano Cerri – basso
- Maurizio Preti – percussioni
- Mario Rusca – tastiera
- Sergio Farina – chitarra elettrica
- Larry Nocella – sassofono tenore, sassofono soprano

## Nota
Nonostante il titolo dell'album, è il terzo lavoro del musicista napoletano.